# Perdóname todo
Perdóname todo es una película de drama mexicana de 1995, narrada en tiempo real, dirigida por Raúl Araiza y protagonizada por José José y Alejandra Ávalos. Esta cinta se convertiría en el último trabajo cinematográfico y de mayor recaudación en taquilla, protagonizado por José José.
Con un presupuesto de dos millones de nuevos pesos, Perdóname todo se convirtió en la primera película filmada y producida por el gobierno mexicano de la recién administración entrante encabezada por Ernesto Zedillo Ponce de León y la iniciativa privada, tras la Crisis económica de México de diciembre de 1994, la cual tuvo repercusiones a nivel mundial conocidas como el "Efecto Tequila"; acción llevada a cabo como el primer paso de un plan nacional de recuperación económica, incentivando la cultura y las artes.

## Argumento
Drama semiautobiográfico que narra la historia de un aclamado intérprete y compositor, Ricardo Alfaro interpretado por José José, que en el ocaso de su carrera, conoce a una joven emergente cantante, Teresa Montes interpretada por Alejandra Ávalos. Tras un concurso de talentos, Alfaro toma la decisión de convertirse en el mentor profesional de Montes. En el proceso, ella se convierte en una exitosa cantante internacional, al mismo tiempo que ambos inician una relación sentimental y deciden contraer matrimonio.
Al paso del tiempo la carrera de Montes continúa en acenso, mientras que la popularidad de Alfaro disminuye drásticamente, debido en gran medida a la adicción al alcohol del compositor, provocando un bajo rendimiento en su carrera y el comienzo de una vida llena de violencia doméstica, maltrato físico y psicológico.

## Reparto
- José José como Ricardo Alfaro
- Alejandra Ávalos como Alejandra Montes
- Rodrigo Álvarez como Músico
- José Amador como Persona bien vestida
- Gabriela Arroyo como Modelo
- Arturo Beristáin como Alberto Garza
- Claudio Brook como Hombre misterioso
- Cynthia Cuevas como Modelo
- Alexia Duardo como Modelo
- Lourdes Duardo como Modelo
- Consuelo Duval como Lourdes
- Itzayana Genis como Modelo
- Sergio Jiménez como Román Robles
- Roberto «Puck» Miranda
- Alberto Pedret como Carlos Méndez
- Teresa Rúa como Modelo
- Alex Trillanes como Mesero
- Silvia Valdez como Prostituta

## Producción y lanzamiento
En el bienio 1994-1995, la industria cinematográfica en México entró en una revolución y transformación integral, a partir de un cambio estructural en el Instituto Mexicano de Cinematografía; proceso iniciado en 1988, de la mano del entonces entrante presidente de México, Carlos Salinas de Gortari, cambió que ve su consolidación en 1994, cuando por primera vez desde la época de oro del cine mexicano, los filmes producidos en dicho país compiten en los más grandes festivales de cine mundiales. Ello implicó que a la más grande empresa de medios en América Latina, Televisa, se le encomendara tomar la dirección de consolidación de dicho proceso, a través de su filial Televicine, que igualmente atravesó en dicho bienio una transformación integral interna comandada por el cineasta francés, Jean Pierre Leleu, quien anteriormente fungió como directivo de Warner Brothers., en la misma época en que Ávalos estaba firmada bajo el mismo sello.
Como parte de dicha transformación promovida por el gobierno federal en conjunto con IMCINE y Televicine; es como el filme Perdóname todo, se convierte en uno de los principales proyectos impulsados durante tal periodo, donde tanto en reparto y presupuesto, no se escatimaron esfuerzos por parte de los órganos gubernamentales y de la iniciativa privada. En 1994, José José y Araiza contactan vía telefónica a Ávalos sin intermediarios para ofrecerle directamente el papel principal, igualmente contactan personalmente a los primeros actores Sergio Jiménez y Claudio Brook para papeles centrales de soporte; finalmente en enero de 1995 se comienzan grabaciones en locaciones de la Ciudad de México.

## Recepción crítica y comercial; legado
El filme tuvo una gran campaña de publicidad, principalmente por la empresa televisa, lo cual ayudó a que la película fuera la cinta mexicana más taquillera del año 1995.
Los críticos alabaron la gran interpretación de José José de un productor musical alcohólico y prepotente "dominó cada escena".

## Banda Sonora
A finales de 1994, los protagonistas del filme, José José y Alejandra Ávalos, comenzaron a trabajar en los estudios de grabación bajo la producción de los reconocidos compositores Juan Carlos Calderón, Manuel Alejandro y Roberto Cantoral, quienes así mismo trabajaron bajo la dirección del arreglista Osni Cassab. Para el tema central del filme fue elegida la balada soul/soft rock "Te quiero así", compuesta por Calderón e interpretada a dúo en vivo durante el filme por José y Ávalos. 

### Lista de canciones
| Perdóname Todo |                                                                        |                            |                    |          |  |
| N.º            | Título                                                                 | Escritor(es)               | Año de composición | Duración |  |
| 1.             | «Como Puedes Saber (Vivir sin mí)» (interpretado por Alejandra Ávalos) | Juan Carlos Calderón       | 1991               | 3:32     |  |
| 2.             | «Te Quiero Así» (interpretado por José José y Alejandra Ávalos)        | Juan Carlos Calderón       | 1981               | 3:50     |  |
| 3.             | «Dejalo Todo» (interpretada por José José)                             | Manuel Alejandro/Beigbeder | 1994               | 3:45     |  |
| 4.             | «Noche No Te Vayas (a cappella)» (interpretado por José José)          | Roberto Cantoral           | 1995               | 2:01     |  |
| 5.             | «Y Si el Amor Se Vá (a cappella)» (interpretado por Alejandra Ávalos)  | Alejandro Hernández        | 1995               |          |  |
| 6.             | «Contigo o Sin Ti» (interpretado por Alejandra Ávalos)                 | Juan Carlos Calderón       | 1989               | 4:31     |  |
| 7.             | «Nadie como Ella» (interpretado por José José)                         | Manuel Alejandro/Beigbeder | 1994               | 4:00     |  |
| 8.             | «Amor, Fasciname» (interpretado por Alejandra Ávalos)                  | Juan Carlos Calderón       | 1989               | 4:17     |  |
| 9.             | «Uno Mismo» (interpretado por José José)                               | Titti Soto                 | 1990               | 4:42     |  |

El tema principal del drama semiautobiográfico «Te Quiero Así», fue remasterizado y relanzado en su versión original a nivel mundial por Ávalos, el 14 de febrero de 2020, en homenaje por el fallecimiento del llamado Príncipe de la canción, el 28 de septiembre de 2019, y en conmemoración del 25 aniversario del citado largometraje, el cual sería el más recaudatorio y último filme protagonizado por José José.